# Bractwo Kapłańskie Świętego Jana Marii Vianney
Bractwo Kapłańskie Świętego Jana Marii Vianney, Unia Świętego Jana Marii Vianney, FSSJV – zgromadzenie kapłańskie zrzeszające tradycjonalistycznych duchownych z Ameryki Południowej.
Bractwo Kapłańskie Świętego Jana Marii Vianney istniało w latach 1982–2002. Członkowie Bractwa nie uznawali niektórych postanowień II soboru watykańskiego. W szerszym znaczeniu stowarzyszenie obejmowało także osoby świeckie popierające cele zgromadzenia.

## Historia
Bractwo Kapłańskie Świętego Jana Marii Vianney zostało założone w 1982 roku przez emerytowanego biskupa Campos, Antônio de Castro Mayera na wzór europejskiego Bractwa Kapłańskiego Świętego Piusa X.
Od 1983 roku Bractwo prowadziło seminarium duchowne w Campos oraz placówki duszpasterskie w Brazylii. Z czasem stało się ośrodkiem skupiającym księży z Ameryki Południowej celebrujących msze w nadzwyczajnej formie rytu rzymskiego oraz miejscem oporu i kształtowania opozycji do zmian kościelnych wprowadzanych przez II sobór watykański.
W 1988 roku przełożony zgromadzenia, biskup Antonio de Castro Mayer został ekskomunikowany przez Stolicę Apostolską za udział w konsekracji czterech biskupów Bractwa Kapłańskiego Świętego Piusa X w Ecône.
W 1991 roku po śmierci Antoniego de Castro Mayera, Bractwo wybrało nowym przełożonym zgromadzenia, księdza Licinio Rangela, który został konsekrowany na biskupa bez zgody Stolicy Apostolskiej w São Fidélis przez trzech biskupów Bractwa Kapłańskiego Świętego Piusa X czym ściągnął na siebie ekskomunikę latae sententiae.
15 sierpnia 2001 roku biskup Licinio Rangel w imieniu Bractwa Świętego Jana Marii Vianney wystosował list, w którym zwrócił się do papieża Jana Pawła II z chęcią pojednania się z Kościołem rzymskokatolickim. 25 grudnia 2001 została zdjęta z niego ekskomunika.
18 stycznia 2002 roku po publicznym akcie rekoncyliacji biskupa Licinio Rangela Bractwo zostało rozwiązane, a w jego miejsce powstała apostolska administratura personalna św. Jana Marii Vianney, której terytorium pokrywa się z rzymskokatolicką diecezją Campos w Brazylii.